# Bartholomew de Badlesmere

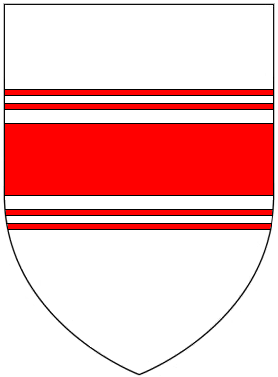
Escudo de Armas de Badlesmere: de argent, con una faja entre dos barras guía gemelas. Fue enarbolado por Sir Guncelin de Badlesmere, en el Herald's Roll of Arms y en The Camden Roll & St George's Roll

Bartholomew de Badlesmere, 1.º Barón Badlesmere (18 de agosto de  1275 - 14 de abril de 1322), soldado inglés, diplomático, parlamentario, terrateniente y noble, era el hijo y heredero de Señor Gunselin de Badlesmere (muerto en1301) y Joan FitzBernard. Luchó en el ejército inglés tanto en Francia come en Escocia durante los últimos años del reinado de Eduardo I de Inglaterra y la primera parte del reinado de Eduardo II de Inglaterra. Fue ejecutado después de participar en una rebelión que fracasó, dirigida por el conde de Lancaster.

## Carrera
Los primeros registros de la vida de Bartolomé se refieren a su servicio en los ejércitos reales, que incluyó campañas en Gascuña (1294), Flandes (alrededor de 1297) y Escocia (1298, 1300, 1301 a 4, 1306, 1307, 1308, 1310 a 1311, 1314 , 1315 y 1319).Ya desde joven, sus actividades no fueron solo las de soldado. En octubre de 1300, perteneció a la casa de Henry de Lacy, Conde de Lincoln cuando partió para Roma durante el mes siguiente con el fin de presentar una queja ante el papa Bonifacio VIII por injurias hechas por los escoceses. [4][5]
Una orden judicial emitida el 13 de abril de 1301, presumiblemente, poco después de la muerte de Jocelin, Sir Guncelin de Badlesmere, inició las investigaciones para averiguar la identidad del próximo heredero de las tierras ocupadas por el rey. Esto condujo a una audiencia el 30 de abril de ese año en relación con la propiedad en Kent en Badlesmere y Donewelleshethe, donde se confirmó que el heredero era su hijo Bartolomé, de 26 años.
Bartholomew de Badlesmere Y Fulk Payfrer fueron los caballeros que representaban al condado de Kent en el Parlamento que sentó a Carlisle desde enero de 1306/7 hasta el 27 de marzo de 1307 También en 1307 Bartholomew fue nombrado gobernador de Bristol Castillo. En ese papel se hizo cargo del sometimiento de la ciudad cuando desafió a la autoridad real en 1316.
En 1310, Bartholomew actuó como  representante de Constable de Inglaterra en favor del Conde de Hereford. Bartholomew Sirvió como su lugarteniente cuándo Hereford rechazó cumplir sus deberes en la campaña escocesa de 1310-11. Fue uno de la comitiva del Conde de Gloucester en la Batalla de Bannockburn el 24 de junio de 1314, Bartholomew armó su propia comitiva que  constaba de al menos 50 hombres. Fue criticado por no venir en su ayuda cuándo Gloucester perdió la vida en un impetuoso ataque efectuado por las tropas escocesas de Sheltron en esa ocasión.
En el mes de enero, Bartholomew fue uno de los muchos notables que acudió al funeral de Piers Gaveston.
El 28 de abril de 1316, Bartholomew fue uno de los cuatro hombres quién estaba autorizado para conceder salvoconductos en  nombre del Rey a Robert Bruce y otros escoceses para que vengan a Inglaterra para negociar una tregua. En diciembre de aquel año,  fue encargado, junto con el Obispo de Ely y el Obispo de Norwich para ir a la embajada a ver al papa Juan XXII en Aviñón para buscar su ayuda contra los escoceses y pedir un veto para liberar al Rey de su juramento de las Ordenanzas del año 1311. En junio del mismo año, la hija de Bartholomew, Elizabeth se casó con Edward, el hijo y heredero de Roger Mortimer. El padre de Elizabeth era lo suficientemente rico para  pagar £2,000 por el matrimonio, y en el intercambio se asentó que una extensa propiedad era para la novia.
El 1 de noviembre de 1317, el Rey nombró  a  Bartolomé como custodio del Castillo de Leeds en Kent Esto fue seguido por una transacción el día 20 de marzo de 1317/18 por la que el rey concedió el castillo y señorío de Leeds junto con el patronato del priorato de Leeds a Bartolomé y sus herederos, a cambio de la mansión y patronato de Adderley, Shropshire, y Baartolomé cayó rendido ante el Rey.
A finales de noviembre de 1317, Bartolomé hizo un pacto con un número de nobles y prelados, entre ellos el conde de Pembroke, el conde de Hereford y el arzobispo de Canterbury, con el objetivo de reducir la influencia que ejercían los asesores sobre el rey Bartolomé y sus socios formaron una agrupación  que ha sido denominada por los historiadores modernos como el "Partido del Medio", que detestaba a los secuaces de Edward tanto como a Hugh le Despenser, y a violentos enemigos como Lancaster. Sin embargo, a pesar de que era muy hostil a Thomas, conde de Lancaster, Bartolomé ayudó a hacer la paz entre el rey y el conde en 1318.
El 1 de octubre de 1318, Bartholomew fue con el Rey a York para repeler una invasión de los escoceses Diecinueve días más tarde, fue nombrado como el auxiliar de la casa del Rey en lugar de William Montagu. Esta posición era de suma importancia, ya que proporciona un acceso continuo a la presencia y la influencia considerable del Rey sobre quién más podría tener acceso a él. Bartolomé sostuvo este nombramiento en junio de 1321. Recibió grandes subvenciones financieras durante este período que incluyó 500 £ en su nombramiento como administrador y más de 1.300 £ en octubre de 1319.
En 1319, Bartolomé obtuvo la licencia del rey para fundar un convento en su mansión de Badlesmere, pero la propuesta nunca se estableció.[22]. En junio del año siguiente, él organizó una espléndida recepción en Chilham Castillo para Edward II y su séquito cuándo viajaban a Dover en ruta para Francia. También en 1320, se le concedió el control del castillo de Dover y la Conserjería de las Cinque Ports y en 1321 fue nombrado gobernador del castillo de Tunbridge.
Durante la primera parte de 1321, Bartolomé, junto con el obispo de Worcester y el obispo de Carlisle y otros, representó al Rey en negociaciones infructuosas con los escoceses, ya sea para una paz permanente o una tregua prolongada.

## Rebelión
En el verano de 1321, Bartholomew desafió al Rey al asociarse con su mutuo enemigo el Conde de Lancaster y sus aliados, en oposición activa a los concejales del mal de "Edward" tales como los Despensers. Las fuerzas de Lancaster se movieron del norte a Londres, logrando llegar a la capital para fines de julio.
En el otoño, el rey comenzó a ejercer presión específica sobre Bartolomé, probablemente, en parte porque muchos de sus feudos estaban más cerca de Londres que los magnates como Lancaster y en parte a causa de la ira en la deslealtad de su propio mayordomo. Edward tomó el control del castillo de Dover y prohibió la entrada a Bartolomé al condado de Kent, una medida cautelar que incumplió con prontitud. Bartolomé luego regresó a Witney, Oxfordshire, donde se celebraba un torneo al que asistieron muchos de sus nuevos aliados. Al regresar a Londres de una peregrinación a Canterbury, la Reina no tomó la ruta más directa, y se desvió al castillo de Leeds, donde ella exigió el acceso, precipitando el asedio y sus consecuencias que se describe en detalle en el artículo sobre la esposa de Bartolomé. Aunque Bartolomé reunió una fuerza armada y marchó desde Witney hacia Kent, en el momento en que llegó a Kingston upon Thames estaba claro que no iba a recibir ayuda de Lancaster y sus seguidores, y por lo tanto, no fue capaz de tomar medidas eficaces para aliviar el asedio. Durante los meses siguientes, la guerra civil estalló.
El 26 de diciembre de 1321, el Rey ordenó el sheriff de Gloucester que arrestara a  Bartholomew. Poco después, el Rey ofreció salvoconductos para los rebeldes que se acercaban, con la excepción específica de Bartolomé de Badlesmere
Los detalles contenido en las órdenes de arresto señalan el progreso de Bartholomew y sus compañeros a través de Inglaterra. Para el 15 de enero de 1321/2,  habían ocupado y quemados la ciudad de Bridgnorth y saqueado los castillos en Elmley y Hanley. Para el 23 de febrero, los rebeldes habían sido vistos en Northamptonshire. El 1 de marzo, Bartholomew fue reportado como uno más de varios rebeldes que habían llegado a Pontefract. El 11 de marzo el sheriff de Nottingham y Derby ordenó el arresto para todo el grupo que había tomado Burton upon Trent pero ellos desaparecieron de aquella ciudad cuándo el ejército real se acercó.
El 16 de marzo de 1321/2, el Conde de Lancaster y sus aliados fueron derrotados en la Batalla de Boroughbridge.

## Su Muerte
Bartholomew huyó al sur de Boroughbridge y, según el "Livere de Reis", fue capturado en un pequeño bosque cerca de Brickden y tomado por el Conde de Mar en Canterbury. los detalles alternativos aparecen en John Leland  "Collectanea", el cual declara que "Syr Barptolemew Badelesmere fue apresado en Stow Parke por el Manoyr del obispo de Lincoln que era su sobrino Stow Park está aproximadamente a 10 millas al noroeste del centro de Lincoln, donde el obispo actual era Henry Burghersh. Stow Park fue una de las principales residencias del Obispo en esa época, pero ninguno de estos edificios medievales aún sobreviven en la tierra. La identidad de "Brickden" es incierto pero bien puede referir a Buckden, Huntingdonshire, otro sitio donde el Obispo de Lincoln tuvo una casa veraniega. Si es así, eso puede ser la razón de las cuentas diferentes del lugar que Bartolomé había alcanzado cuando fue detenido, ya que ambos muestran residencias de su sobrino.
Bartolomé fue juzgado en Canterbury el 14 de abril de 1322 y condenado a muerte. El mismo día en que fue traído a lo largo de tres millas detrás del caballo de Blean, donde ocupó la  propiedad. Allí fue ahorcado y decapitado. Su cabeza fue exhibida en la Puerta de Burgh en Canterbury y el resto de su cuerpo se dejó colgando en Blean. Allí quedó colgado por bastante tiempo hasta que el Parlamento de la Cuaresma de 1324, los prelados pidieron que los cuerpos de los nobles aún colgados fueran descolgados para darle sepultura En un libro que fue publicado por primera vez en 1631, el anticuario John Weever declaró que Bartolomé fue enterrado en el White Frailes, Canterbury; se trataba de una comunidad de la Orden de St Augustine.

## Propiedadades
En la última parte de su vida, Bartolomé poseía una vasta cartera de propiedades, ya sean propias o en conjunto con su esposa Margaret. Estos bienes fueron confiscados de la rebelión de Bartholomew. Durante los primeros cuatro años de reinado de Edward III, una serie de correo de inquisiciones mortem estableció las propiedades a las qué Margaret tenía  derecho  y también su hijo Giles. Gran parte de las propiedades fueron restauradas a la viuda de Bartolomé o asignados a Giles, quien en ese momento era aún menor de edad quedando bajo la tutela del Rey.
Algunos de las propiedades que Bartholomew tenía están listadas abajo; la lista no es exhaustiva y no necesariamente tenía todas ellas al mismo tiempo.
- Bedfordshire: La mansión de Sondyington (i.e. Sundon).
- Buckinghamshire: La mansión de Hambleden. También la mansión de Cowley and Preston, ambas en la parroquia de Preston Bissett.
- Essex: La mansión  de Chingford, Latchley (i.e. Dagworth Manor En Pebmarsh),  Little Stambridge and Thaxted.
- Gloucestershire: La mansión de Oxenton.
- Herefordshire: La mansión de Lenhales y el castillo de Lenhales en Lyonshall.
- Hertfordshire: La mansión de Buckland, Mardleybury (en Welwyn) y Plashes (en Standon).
- Kent: La mansión de Badlesmere, Bockingfold (del norte de Goudhurst), Chilham, Hothfield, Kingsdown, Lesnes, Rydelyngwelde (i.e. Ringwould), Tonge y Whitstable. Las posesiones de Bartholomew en este condado incluían Chilham Castillo y Leeds Castillo.
- Oxfordshire: La mansión de Finmere.
- Shropshire: La mansión de Adderley y Ideshale (en Shifnal).
- Suffolk: La mansión  de Barrow y Brendebradefeld (i.e. Bradfield Combust).
- Sussex: La mansión de Eastbourne y Laughton.  También las mansiones de Drayton, Etchingham y Decano Del oeste.
- Wiltshire: La mansión del Castillo Combe, Knook, Orcheston y West Heytesbury

Los legados tras su muerte  contienen detalles de numerosos patronatos y otros derechos de propiedad que poseía Bartolomé.

## Familia
Bartholomew estaba casado con Margaret, viuda de Gilbert de Umfraville. El matrimonio había tenido lugar el 30 de junio de 1308, cuándo la pareja recibió de manera conjunta el señorío de Bourne, Sussex. Margaret era hija de Thomas de Clare y su mujer Juliana Fitzgerald. Una visión general comprensible de sus hijos puede ser vista en los registros de correo de inquisiciones numerosas mortem aquello estuvo aguantado después de la muerte de su hijo Giles el 7 de junio de 1338. La evidencia dada en cada oído descansado en conocimiento local y había algunas incongruencias sobre los nombres de Giles' hermanas y sus edades precisas. Aun así, tomado globalmente,  es claro de la inquisición graba que los nombres de Bartholomew los niños eran como sigue, listados en descender orden de edad: 
- Margery de Badlesmere, casó con William de Ros, II barón de Ros de Hamlake
- Maud de Badlesmere, casada con Robert FitzPayn, y luego con John de Vere, VII conde de Oxford
- Elizabeth de Badlesmere, casada con Sir Edmund Mortimer, y luego con William de Bohun, I conde de Northampton
- Giles de Badlesmere, II barón Badlesmere, casada con Elizabeth Montagu, y muerta sin descendencia[42]
- Margaret de Badlesmere, casada con John Tiptoft, II barón Tibetot